# ساوت ریور، انتاریو
ساوت ریور، انتاریو (به انگلیسی: South River) یک روستا و شهرداری انتاریو در کانادا است که در انتاریو واقع شده‌است.

## خصوصیات
ساوت ریور ۱٬۰۴۹ نفر جمعیت دارد.